# Жолкевский, Станислав
Станисла́в Жолке́вский (Стани́слав Жулке́вский; пол. Stanisław Żółkiewski, укр. Станіслав Жолкевський; 1547 или 1550, Туринка, близ Львова — 7 октября 1620, Цецора, Молдавское княжество) — польский полководец начала XVII века, гетман польный коронный и великий коронный, позже канцлер великий коронный.
Победитель русского войска при Клушине. Основатель города Жолква и Креховского монастыря.

## Биография
Сын каштеляна галицкого и воеводы русского Станислава Жолкевского (умер 1588 году) и Софьи Липской. Отличившись уже во время войн Стефана Батория, он, благодаря покровительству Яна Замойского, возвысился до сана коронного гетмана Речи Посполитой. Усмирил казацкое восстание, вспыхнувшее на Украине под предводительством Северина Наливайко и Григория Лободы; участвовал в войне со шведами в Лифляндии.
Во время рокоша Зебжидовского (бунта шляхты против короля Сигизмунда ІІІ Вазы) Жолкевский, хотя и нелюбимый королём и сам не расположенный к нему, встал на его сторону и в 1607 году в битве под Гузовом наголову разбил рокошан.
Тем не менее, король относился к нему подозрительно и враждебно; только война с Русским государством заставила Сигизмунда вновь обратиться к Жолкевскому. Сам Жолкевский был против этой войны, считая, что она не соответствует интересам Речи Посполитой, но принял в ней участие, после того как его миролюбивые доклады королю не имели успеха. Разбив в 1610 году при Клушине войска князя Дмитрия Шуйского, он подступил к Москве, где в это время был свергнут русский царь Василий ІV Шуйский. После переговоров с боярами, результатом которых стало избрание на московский престол королевича Владислава, польское войско было впущено в Москву.
Получив известие, что Сигизмунд ІІІ хочет сам быть русским царём, Жолкевский понял, что у поляков весьма незначительные шансы в Москве, и уехал из русской столицы, сдав начальство над войском Гонсевскому; при отъезде он захватил с собой Василия Шуйского и его братьев.
За поход на Москву Жолкевский получил в 1613 году титул великого коронного гетмана, а через несколько лет был назначен и великим коронным канцлером. Последние годы своей жизни он провёл, защищая южные границы Речи Посполитой от татарских и турецких нападений и погиб в 1620 году в неудачной для коронного войска битве с турками под Цецорой.
Автор мемуаров «Начало и ход московской войны» (около 1612 года, издано 1867 году).

## Занимаемые должности
Занимаемые должности:
- королевский секретарь (с 1573 года);
- каштелян львовский (с 1593 года);
- польный гетман коронный (1588—1618 годы);
- великий гетман коронный (1618—1620 годы);
- канцлер великий коронный (1618—1620 годы);
- воевода киевский (1608—1618 годы);
- староста грубешовский и калушский.

## Сочинения
- Записки гетмана Жолкевского о Московской войне. СПб.. 1871 Предисловие. Главы 1-5. Главы 6-12. Приложения 1-26. Приложения 27-43. Приложение 44. Приложение 45. Восточная литература. Дата обращения: 4 марта 2011.
  - Рукопись Жолкевского // Львовская летопись. Русские летописи Т. 4. Рязань 1999 Предисловие. Часть 1. Часть 2. Приложения. Карты. Восточная литература. Дата обращения: 4 марта 2011.
  - Жолкевский, Станислав, Начало и успех Московской войны в царствование Е. В. короля Сигизмунда III го. (Рукопись Жолкевского) на сайте «Руниверс».